# Georges Dwelshauvers
Georges Dwelshauvers (Brussel·les, 6 de setembre del 1866 - París, 1937), va ser un filòsof i psicòleg experimental belga.

## Vida
Dwelshauvers, que també escrivia amb el pseudònim Georges Mesnil, era de bona família. El seu pare era un alt funcionari municipal, i la seva mare es movia pels cercles intel·lectuals de Brussel·les: era molt amiga, entre d'altres, del poeta Émile Verhaeren. Dwelshauvers va fer els estudis secundaris a l'Ateneu de Brussel·les i després va estudiar filosofia a la Universitat Lliure de Brussel·les (ULB). Més endavant, va continuar la seva formació a Alemanya, on va seguir les lliçons, entre d'altres, de Wilhelm Wundt i es va apassionar per la psicologia experimental, que aleshores era una nova disciplina (al segle xix, la psicologia encara no tenia un estatus autònom i s'ensenyava als departaments de filosofia).
La tesi doctoral que va preparar en tornar d'Alemanya va ser rebutjada per Guillaume Tiberghien (1819-1901), que mantenia la facultat de filosofia en un ambient molt conservador i estava en contra de la psicologia experimental. A més, el racionalisme de Dwelshauvers topava amb els posicionaments teistes o deistes de Tiberghien, que pertanyia a l'escola de Karl Krause. Fins i tot es va prohibir la publicació de l'escrit, cosa que va provocar les primeres grans protestes d'estudiants de la Universitat Lliure de Brussel·les. La policia hi va haver d'intervenir i el rector va acabar dimitint. Tota aquesta situació va passar a la història amb el nom de l'"afer Dwelshauvers" i va ser un dels causants d'una escissió dins de la universitat i de la creació de la Universitat Nova de Brussel·les.
Tanmateix, Dwelshauvers va reelaborar la seva tesi i, finalment, el 1892 va obtenir el títol de doctor en filosofia amb l'escrit Les principes de l'idéalisme scientifique ('Els principis de l'idealisme científic'). Del 1893 al 1897 va ensenyar a l'École des sciences politiques et sociales. Però només després de la jubilació de Tiberghien el 1897 va ser admès com a professor del departament de filosofia de la Universitat Lliure de Brussel·les. De fet, juntament amb el francès René Berthelot, va succeir Tiberghien a la càtedra. El 1899 va ser nomenat catedràtic extranumerari i el 1904 catedràtic numerari.
A més de la seva activitat docent, Dwelshauvers també va entrar al món de l'avantguarda artística i va escriure en uns quants diaris d'orientació anarquista com ara La Société Nouvelle, però també a La Belgique Artistique et Littéraire i a Van Nu en Straks, d'on era redactor el seu germà Jacques Dwelshauvers, que era crític d'art i anarquista i sovint escrivia amb el pseudònim Jacques Mesnil. Va ser a través de Jacques que August Vermeylen va entrar en contacte amb Georges Dwelshauvers, i a través d'ell, amb la filosofia de Friedrich Nietzsche.
Georges Dwelshauvers va tenir un paper important en la recepció de Nietzsche a Bèlgica i França. Va escriure l'única obra belga sobre Nietzsche d'abans de la Primera Guerra Mundial, va impartir unes quantes lliçons sobre el filòsof a París i va comentar a La Société Nouvelle la primera traducció al francès de l'obra de Nietzsche.
Després de la Primera Guerra Mundial va caure en desprestigi per haver assistit a una representació d'òpera organitzada pels invasors alemanys. El 27 de novembre del 1918 va oferir la seva dimissió i va deixar Bèlgica, i a continuació va ensenyar successivament a Barcelona i a París.
A Barcelona, Dwelshauvers va esdevenir director del Laboratori de Psicologia Experimental, creat feia poc per la Mancomunitat de Catalunya, i va ensenyar psicologia experimental en els estudis normals. En poc temps hi va arribar a ser molt ben valorat, tant per la seva aportació intel·lectual com per la seva connexió amb el moviment independentista català, però aquest moviment va ser combatut per la dictadura de Primo de Rivera, que va tancar el Laboratori. En defensa de Dwelshauvers, atacat pel règim, tots els diaris de Barcelona van publicar el 14 d'abril del 1924 una carta col·lectiva signada per Ferran Valls i Taberner, el canonge Carles Cardó i 140 professors que deia:
| « | Honorable senyor: Moguts pels sentiments de solidaritat intel·lectual, d'afecte al noble company i d'amor a l'obra integral de la cultura catalana, avui davant l'atac incompetent i desconsiderat de què haveu estat objecte, venim a testimoniar-vos la nostra simpatia i el reconeixement de la importància de la vostra tasca docent i de la vostra labor d'investigació científica. Estimem almenys inadequat que un dictamen administratiu es faci servir de bandera de combat polític, prejutjant contra la vàlua científica d'un esforç que ens ha reportat l'honor de col·laborar amb la Sorbona, i ha contribuït una vegada més a relacionar la nostra cultura amb els grans centres d'activitat intel·lectual a Europa. Volem amb aquest acte afirmatiu d'estreta companyonia presentar-vos el nostre homenatge, per tal que com gelosos de l'honor del nostre poble, desitgem contrarestar amb respecte i cordialitat la vulgar descortesia i la insinuació malevolent i aprofitem alhora aquesta circumstància per a fer ratificació constant al nostre esperit, proclamant per damunt d'obstacles episòdics i de dificultats molestes, però estèrils, la nostra fe infrangible en l'ideal de la civilització catalana. | » |

El 1925, Dwelshauvers, que s'havia convertit al catolicisme, va ser nomenat professor a la facultat de filosofia de l'Institut Catòlic de París, on va ensenyar psicologia fins a la seva mort. També hi va fundar un laboratori de psicologia.

## Obra
Dwelshauvers va escriure molts articles. D'entre els llibres destaquen els següents:
- Raison et intuïtion. Etude sur la philosophie de M. Henri Bergson, 1907.
- La synthèse mentale, Brussel·les, 1908.
- La philosophie de Nietzsche, París, 1909.
- La Catalogne et le problème catalan, París, 1926.
- Traité de psychologie, París, 1928.
- L'exercice de la volonté, París, 1935.